# 1970 en fantasy
| Années de la fantasy : 1967 - 1968 - 1969 - 1970 - 1971 - 1972 - 1973    |
| Décennies de la fantasy : 1940 - 1950 - 1960 - 1970 - 1980 - 1990 - 2000 |

L'année 1970 a été marquée, en matière de fantasy, par les événements suivants.

## Romans - Recueils de nouvelles ou anthologies - Nouvelles

### Romans
- Les Neuf Princes d'Ambre (Nine Princes in Amber), premier roman du cycle des Princes d'Ambre de Roger Zelazny
- Le Champion éternel (The Eternal Champion), premier roman de La Quête d'Erekosë par Michael Moorcock ;
- Les Guerriers d'argent (Phoenix in Obsidian), deuxième roman de La Quête d'Erekosë par Michael Moorcock ;

### Recueils et nouvelles
- Les Femmes des neiges (The Snow Women) et Mauvaise rencontre à Lankhmar (Ill Met in Lankhmar), nouvelles de Fritz Leiber appartenant au Cycle des épées ;
- Épées et Mort (Swords Against Death), recueil de nouvelles écrites par Fritz Leiber et appartenant au Cycle des épées.

## Bandes dessinées, dessins animés, mangas
- Conan le Barbare chez Marvel Comics